# Iglesia ortodoxa ucraniana autocéfala canónica
La Iglesia ortodoxa ucraniana autocéfala canónica (IOUA-C) es una iglesia ortodoxa independiente de Ucrania que declara su procedencia canónica de la iglesia ortodoxa polaca.

## Historia
A principios del siglo XX, junto con la lucha por la estatalidad ucraniana, en Ucrania comenzó el movimiento por la autocefalia de la iglesia ortodoxa ucraniana.

### De la Iglesia ortodoxa polaca
Durante la Segunda Guerra Mundial en la Ucrania tuvo lugar el renacimiento de la rama canónica de la IOUA que obtuvo la autonomía de Dionisiy Valedynsky, el Metropolitano de la Iglesia ortodoxa polaca y en el año 1924 obtuvo el estatus de autocefalia del patriarca ecuménico, Gregorio VII.
Por otro lado, el metropolitano Dionisiy fue elevado a la dignidad de obispo en 1913 por el patriarca de Antioquía, Gregorio IV que tuvo la sucesión apostólica del apóstol Pedro.
En 1932 el metropolitano Dionisiy ordenó el metropolitano Polikarp Sikorsky y en 1942 lo designó a la Ucrania ocupada por el nazismo para renovar la IOUA y ordenación de los obispos nuevos. Así toda la jerarquía de la IOUA en 1942 recibió las quirotonías canónicas de obispos de la línea del apóstol Pedro. Entre los obispos recientemente ordenados estuvieron los fallecidos patriarcas Mstyslav y metropolitano Grygoriy Ogiychuk, quien llevaba la línea canónica del patriarca Moisés.
El patriarca ecuménico, Bartolomé I reconoció el estatus canónico de la IOUA, habiendo aceptadola en 1995 bajo su jurisdicción los obispos y el clero de la IOUA en Estados Unidos y Canadá en sus dignidades existentes.
Con el fin de la Segunda Guerra Mundial en 1945 la IOUA en Ucrania fue exterminada por el poder soviético. Sin embargo la parte de la episcopalía y del clero de la IOUA fueron aprisionados en los campos de concentración alemanes y esa parte logró emigrar a Europa y América donde continuó la vida eclesiástica y fueron construidos los templos de la IOUA.

### La IOUA en la Ucrania independiente
En 1990, después de la celebración del milenario de la cristianización de Rus-Ucrania, en Ucrania volvió a comenzar el movimiento del renacimiento de la autocefalia de la Iglesia ortodoxa ucraniana. El movimiento fue iniciado por el Metropolitano Ioánn Bondarchuk y en la parte central de Ucrania en abril del año 1990 por el arcipreste Oleg Koulik (hoy patriarca Moisés). El padre Oleg fundó más de 200 comunidades de la IOUA, siendo el administrador metropolitano en las regiones de Jmelnytskyi, Vínnitsa y Zhitómir.
El 5 y el 6 de junio de 1990, en Kiev  tuvo lugar el concilio ortodoxo de toda Ucrania donde participaron más de 700 delegados de toda Ucrania – entre ellos estuvieron 7 obispos y más de 200 sacerdotess. El concilio ratificó el hecho del establecimiento de la IOUA y eligió como patriarca de Kiev y de toda Ucrania al metropolitano Mstyslav (Skrýpnyk), que había tenido la línea episcopal de la Iglesia ortodoxa polaca.
El 2 de octubre de 1990, las autoridades públicas de la República Socialista Soviética de Ucrania oficialmente registraron a la IOUA. Y ya el 18 de noviembre de 1990 1990 en la catedral de Santa Sofía en Kiev tuvo lugar la entronización del patriarca de Kiev y toda Ucrania, Mstyslav.
Desde aquel tiempo patriarca Mstyslav (Skrýpnyk) no solo llegó a ser el primer patriarca sino él temporalmente unió la IOUA en Ucrania con la IOU en EE. UU. y la diáspora que tuvo la rama canónica de la Iglesia ortodoxa polaca. Desde aquel tiempo los jerarcas y el clero de la IOU en EE. UU. empezaron a llegar a Ucrania, oficiar en los templos ucranianos participar en las quirotonías del clero. Así patriarca Mstyslav junto con el obispo de Washington Antoniy (Shcherba) ordenaron al obispo de Jmelnytsky Antoniy (Fialko) y al obispo de Dnipropetrovsk Panteleimón (Romanovsky). Los dos últimos obispos que fueron ordenados canónicamente pasaron a la Iglesia ortodoxa rusa y desde aquel tiempo la línea de quirotonías en la Iglesia ortodoxa ucraniana autocéfala desapareció.
El 25-26 de junio de 1992, en Kiev, en la casa de Filaret Denysenko tuvo lugar la traición de la IOUA por parte del administrador metropolitano Antoniy (Masendych) que a espalda del Patriarca Mstyslav y todo el clero apoyó la iniciativa del presidente L.M. Kravchuk Leonid Kravchuk en cuanto a la unión ficticia de la IOUA y la IOR.
El patriarca de la IOUA Mstyslav (Skrýpnyk) no reconoció esta traición de la IOUA y llamó el poder de Ucrania y los fieles de la IOUA a no reconocer esta unión y oponerse a la traición por todos los medios. Pero el poder de Ucrania estuvo de parte de Filaret Denysenko e ilegalmente transfirió toda la propiedad eclesiástica de la IOUA bajo la jurisdicción de Filaret Denysenko.
El 11 de junio de 1993, el Patriarca de Kiev y de toda Ucrania, Mstyslav falleció. Ante su muerte, el patriarca considerando a sí mismo y a la IOUA como traicionados, anunció su testamento para que la IOUA no tuviera ningún relación con el exmetropolitano de la IOR Filaret Denysenko, quien fue privado de la dignidad por su Iglesia natal – IOR.
En 1995, 2 años después de la muerte del patriarca Mstyslav, los obispos de la IOUA en EE. UU. quedaron bajo la jurisdicción del patriarca ecuménico Bartolomé, en el seno de la Madre-Iglesia por lo tanto interrumpiendo la sucesión canónica que había dado la esperanza del regreso del linaje apostólico episcopal a Ucrania y al renacimiento de la IOUA.

### La IOUA-Sobornopravna
En octubre del año 2002 en Estados Unidos tuvo lugar el Concilio de los obispos de la IOUA-Sobornopravna de América del Norte y América del Sur – la rama de la Iglesia ortodoxa polaca y que fue encabezada por Metropolitano Grygoruy (Ogiychuk) y después de su muerte en 1985, por Metropolitano Andriy (Prazky), (1985-1990), luego por Metropolitano Alexis Nizza (1990-1999), luego por el Metropolitano Stefan (Babiy-Petrovych), (1999-2004).
El Concilio de los obispos de la IOUA-Sobornopravna, habiendo examinado la situación que tenía lugar en Ucrania con la IOUA, decidió:
- devolver el antiguo modelo patriarcal a la estructura eclesiástica de la IOUA-Sobornopravna.
- renovar su presencia en la tierra ucraniana estableciendo la arquidiócesis de Kiev y toda Rus-Ucrania.
- ordenar Archimandrita Moisés (Koulik) en la dignidad del obispo y enviar en el orden del Metropolitano de Kiev y toda Rus-Ucrania a Ucrania para establecer la arquidiócesis de Kiev y toda Rus-Ucrania.[2]

El 10 de octubre de 2002, en la Catedral de los santos Mártires Borís y Gleb en Cleveland, Ohio, Estados Unidos, tuvo lugar la ordenación del obispo Moisés (Koulik) y su elevación a la dignidad del Metropolitano de Kiev y toda Rus-Ucrania. Metropolitano Moisés fue enviado a Ucrania «para restablecer la arquidiócesis metropolitana de Kiev y regenerar la IOUA-Sobornopravna en Ucrania con derecho a la administración absoluta y la tutela espiritual».
El 1 de noviembre de 2002, tuvo lugar la rueda de prensa del Metropolitano Stefan (Babiy-Petrovych), el Primado de la IOUA-Sobornopravna de América del Norte y América del Sur, dedicada al histórico Concilio de los obispos de la IOUA-Sobornopravna y su decisión del regreso al territorio de Ucrania de la Iglesia de la diáspora.
A partir de 2002 y hasta hoy día, Vladyka Moisés ha cumplido la misión del renacimiento del ramo canónico de la IOUA-Sobornopravna en Ucrania que fue le encargada por la decisión de los obispos de la diáspora.
En 2004-2005, en la IOUA-Sobornopravna en EE. UU. pasaron los acontecimientos que cambiaron a fondo el estatus de la IOUA-Sobornopravna en Ucrania. La IOUA-Sobornopravna de América del Norte y América del Sur se hizo la IOUA de América del Norte y América del Sur y la Diáspora y encabezada por el Metropolitano Miguel (Yavchak-Champion) se unió con la IOUA en Ucrania, reconociendo como su primado Metropolitano Mefodiy (Kudriakov).
Como resultado de tal unión, en vez del regreso de la IOUA de la diáspora a Ucrania, pasó la ampliación de la IOUA de Ucrania a la diáspora y, por lo tanto, fue exterminada una rama canónica más de la Iglesia ucraniana.
La IOUA-Sobornopravna en Ucrania, encabezada por el Metropolitano Moisés se quedó aparte de esta unión.

y adquirió el estatus de la jurisdicción independiente. Metropolitano Moisés realizó activamente el trabajo de ilustración, convirtiendo a muchos ateístas en la Ucrania posttotalitaria a la fe ortodoxa.
y llamando a la unión los trozos de la IOU dispersados por todo el mundo a causa de razones históricas.

### La IOUA-Canónica
El 17-18 de junio de 2005, el día de la Santísina Trinidad, en Kiev tuvo lugar el Concilio episcopal de la IOUA-Sobornopravna bajo la jurisdicción del Metropolitano de Kiev y toda Rus-Ucrania, Moisés. En el Concilio fue confirmado el nombre de la Iglesia como la IOUA-Canónica por la decisión del Sínodo Santo y por la decisión del Concilio Episcopal Mundial.
La IOUA-Canónica es el heredero canónico de la Arquidiócesis Metropolitana de Rus de Kiev del milenario bautismo de Rus de Kiev y tiene la relación directa al Tomos de autocefalía de 1924 entregado por Gregorio VII en la base canónica de la pertenencia histórica a la Arquidiócesis metropolitana de Rus, de Kiev.
La misión de la renovación de la validez del Tomos de 1924 a la IOUA en Ucrania fue encargada al canónicamente ordenado Su Eminencia Moisés (Koulik) por la decisión del Sínodo Santo de la IOUA en la diáspora.

### Patriarca
El 17-18 de junio de 2005, por la decisión del Sínodo Santo y por la decisión del Concilio Episcopal Mundial de la IOUA-Canónica, bajo la acción del Espíritu Santo y por la voluntad del Padre Celeste, Metropolitano Moisés fue elegido y entronizado en la dignidad del Patriarca de Kiev y toda Rus-Ucrania. En el Concilio Santo participaron 12 obispos, el clero y las centenas de fieles de todo el mundo.

La entronización tuvo lugar el día de la Santísima Trinidad en el santuario ortodoxo del pueblo ucraniano, en el Templo principal de Ucrania – en la Catedral de Santa Sofía en Kiev.

### Doctrina
La Iglesia ortodoxa ucraniana autocéfala – canónica reconoce la fidelidad absoluta a la doctrina de Nuestro Señor Jesucristo, la fidelidad a la Escritura Sagrada y los Cánones de los Apóstoles. El clero tiene las ordenaciones canónicas del Nuestro Señor Jesucristo de la línea de Apóstol Pedro.
Observa siete sacramentos: bautismo, confirmación, penitencia, eucaristía, matrimonio, orden sacerdotal, unción de los enfiermos.

### Rito
La IOUA-Canónica celebra los oficios según la tradición del rito Bizantino oriental y observa el antiguo calendario juliano de fiestas eclesiásticas.
La lengua del oficio es la lengua ucraniana moderna en Ucrania, español – en México y Colombia, inglés – en EE. UU., italiano – en Italia etc. La IOUA-Canónica es la iglesia mundial y los oficios se celebran en la lengua del pueblo donde tiene lugar.